# Цирценс, Валерий Станиславович
Вале́рий Станисла́вович Ци́рценс (род. 15 февраля 1947, Комсомольск-на-Амуре, Хабаровский край) — советский и русский художник.

## Биография
Валерий Станиславович Цирценс родился 15 февраля 1947 года. С 1956 года семья Цирценсов переехала в поселок Певек на Чукотку. После привычной глазу природы средней полосы поражала северная экзотика: море, большую часть года покрытое льдом, торосы на побережье, заснеженная тундра — вдруг, в одночасье взрывающаяся по весне буйством красок, собачьи упряжки, вельботы зверобоев, разделка добытых нерп и моржей… Детские впечатления оказались столь яркими, что Чукотка завладела душой маленького Валерия на всю жизнь. Впоследствии, в предисловии к своему будущему альбому «Чистота периферии» он напишет так:

Север — это какой-то зачарованный мир, где душа в языческом трепете и поклонении целуется со вселенской сутью.
Необъятные и девственные просторы. Волшебные поймы рек, величавые и причудливые горы, цветущая и дурманящая тундра. Море, то бешеное и до содрогания суровое, то ласковое и лукаво манящее. Это царство льдов и снежная бесконечность, где зыбко призрачные туманы вытворяют невероятные миражирующие эффекты. Полыхания цвета и света раскачивают душу то в неописуемый восторг, то в светлую, всё заполняющую грусть… и ты летишь!
Здесь просматриваются девственная колыбель человечества и вся наша людская сущность. Это мой дом, мое Отечество, мой тёплый Север!

С ранних лет на первом месте у него была живопись. После окончания восьмого класса в 1968 году Валерий Цирценс уехал в Симферополь учиться в Крымском художественном училище имени Н. С. Самокиша. После учебы вернулся на Чукотку. С 1972 по 2015 годы жил в Магадане. Тем не менее, Чукотку не забывал: из года в год ездил туда — кочевал от поселка к поселку на вертолетах и вездеходах, месяцами жил в стойбищах, выходил в море со зверобоями. Возвращаясь, привозил с собой пухлые папки эскизов и становился к мольберту — писать полотна. Работал в художественно-производственных мастерских Магаданского отделения Художественного фонда РСФСР. С конца 60-х гг. организовывал персональные выставки, являлся участником областных, окружных и городских выставок. С 1992 по 1994 годы — председатель правления Магаданской организации Союза художников РФ, член правления Союза художников РФ. Делегат VII съезда художников России. Представлял свои работы на всероссийских, зональных и международных выставках. В 1993 году художник побывал в творческой командировке на Аляске в США, итогом которой стала выставка его работ в Анкоридже. В мае 2014 года Валерий Станиславович покинул Магадан, переехав в город Барнаул Алтайского края. Перед его отъездом магаданское издательство «Охотник» выпустило небольшой каталог работ художника «Чистота периферии». В ней собраны основные его работы от начала творческого пути на Чукотке до 2015 года.

## Творчество
В графике работает акварелью, тушью, пером, карандашом. Главная тема творчества — Чукотка. Пишет натюрморты, пейзажи, портреты, жанровые произведения. Среди них: серия «Уходящая Чукотка. Душа вещей» («Натюрморт с древними чукотскими изделиями», «Натюрморт с ламутскими грузилами», «Натюрморт с колчаном», «Натюрморт с жирником»), пейзажи «Порт Певек», «Зимний день», «Анадырская орбита», «Просторы Чукотки и Заполярья», жанровые композиции «Праздничный Магадан», «Разделка моржа», «В яранге», «Праздник молодого оленя», «Утро», «Колыбельная», «Утро Чукотки», «Двойная радуга», «Нежданный гость». Цирценс — автор портретов известных магаданцев, среди которых писатели Юрий Рытхэу, Александр Бирюков, Михаил Эдидович, художник Виктор Кошелев, актер Владимира Поздин и др. Особенностью творчества художника является отсутствие общепринятой суровости изображения Севера. Чукотская тундра в его исполнении цветет многообразием ярких красок: желтой, красной, лазурной… Цирценс показывает Чукотку по преимуществу летнюю, в пору долгого полярного дня — многоцветную, залитую солнцем. Русский художник — он достиг степени родственной близости к Чукотке, корневой связи с тундрой и слиянности с бытом её аборигенов.
 ...Тундровый быт, который пишет Валерий Цирценс, имеет свое неповторимое очарование. С этих полотен как бы струится неслышная музыка, проникающая до самых глубин твоего сердца...

Юрий Рытхэу 

Наряду с пейзажами Валерий Цирценс пишет натюрморты с уходящими предметами чукотского быта. Большинство вещей в натюрмортах — старые престарые. Художник позаимствовал их из частных коллекций, высмотрел в музеях. Эти рукотворные предметы из светлого патриархального прошлого. В безрадостном настоящем их вытеснили повсюду изделия машинного производства. На фоне их бездушной массовости в нынешнем быту старинные вещи мастерской выделки и художественного изящества вопиют о невосполнимой утрате целой сферы искусства у чукчей, эскимосов, ламутов — прикладного. Искусства традиционного, олицетворяющего как никакое, культурную преемственность внутри тысячелетий истории чукчей с самого неолита.
Нужно знать болезненность переживания Цирценсом неладов чукотского народа с современностью, чтобы открылся весь внутренний замысел натюрмортного цикла. Ему должно стать страницей «Красной книги» культуры, идеальным выражением творческих способностей народностей Севера. Цирценс воссоздает на холстах и в нашем сознании воплощения творческого духа чукотского народа.
Около 20 лет Валерий Цирценс преподавал в детской художественной школе, многие воспитанники стали членами Магаданской организации Союза художников. Сотрудничал с магаданскими издательствами. Прекрасный рисовальщик, Цирценс оформил и проиллюстрировал свыше 20 книг магаданских авторов. В том числе Александра Бирюкова, Олега Куваева, Юрия Рытхэу, Антонины Кымытваль, Владилена Леонтьева, Дэвида Лоуренса («Леди Чаттерли»), Станислава Дорохова, Михаила Вальгиргина, Валерия Фатеева. Работы художника хранятся в Читинском краеведческом музее, Государственном объединенном краеведческом музее имени В. К. Арсеньева во Владивостоке, художественном музее Петропавловска-Камчатского, в Магаданском областном краеведческом музее, Магаданской областной библиотеке имени А. С. Пушкина, муниципалитете Анкориджа (Аляска, США), в частных собраниях в стране и за рубежом.

## Интересные факты
- Чукотская поэтесса Елена Омрына посвятила Валерию Цирценсу стихи «Раньше птичьего полета»;
- Экспромт магаданского поэта Станислава Бахвалова о творчестве художника:

 От бесцветности и вихрей холодных
Взвоешь: кажется, и жизни не рад.
У тебя ж, как всегда, на полотнах
Ослепительные краски горят!

Если вновь средь зимы затоскую
До того, что хоть сейчас же в петлю — 
Пригласи меня опять в мастерскую,
Дай, я голод цветовой утолю!

- У магаданского поэта Анатолия Пчёлкина есть такие строки, посвященные манере письма художника:

 Окину окоём
Замру, не понимая:
жизнь — серая — кругом
а у тебя — цветная!

То ль я — дальтоник стопроцентный,
не то в тебе двойной кураж? -
о Цитрус наш флуоресцентный,
люминесцирующий наш!